# Ludmila Manicler
Ludmila Manicler (6 de julho de 1987) é uma futebolista argentina que atua como atacante.

## Carreira
Ludmila Manicler integrou o elenco da Seleção Argentina de Futebol Feminino, nas Olimpíadas de 2008. 